# Licht ins Dunkel

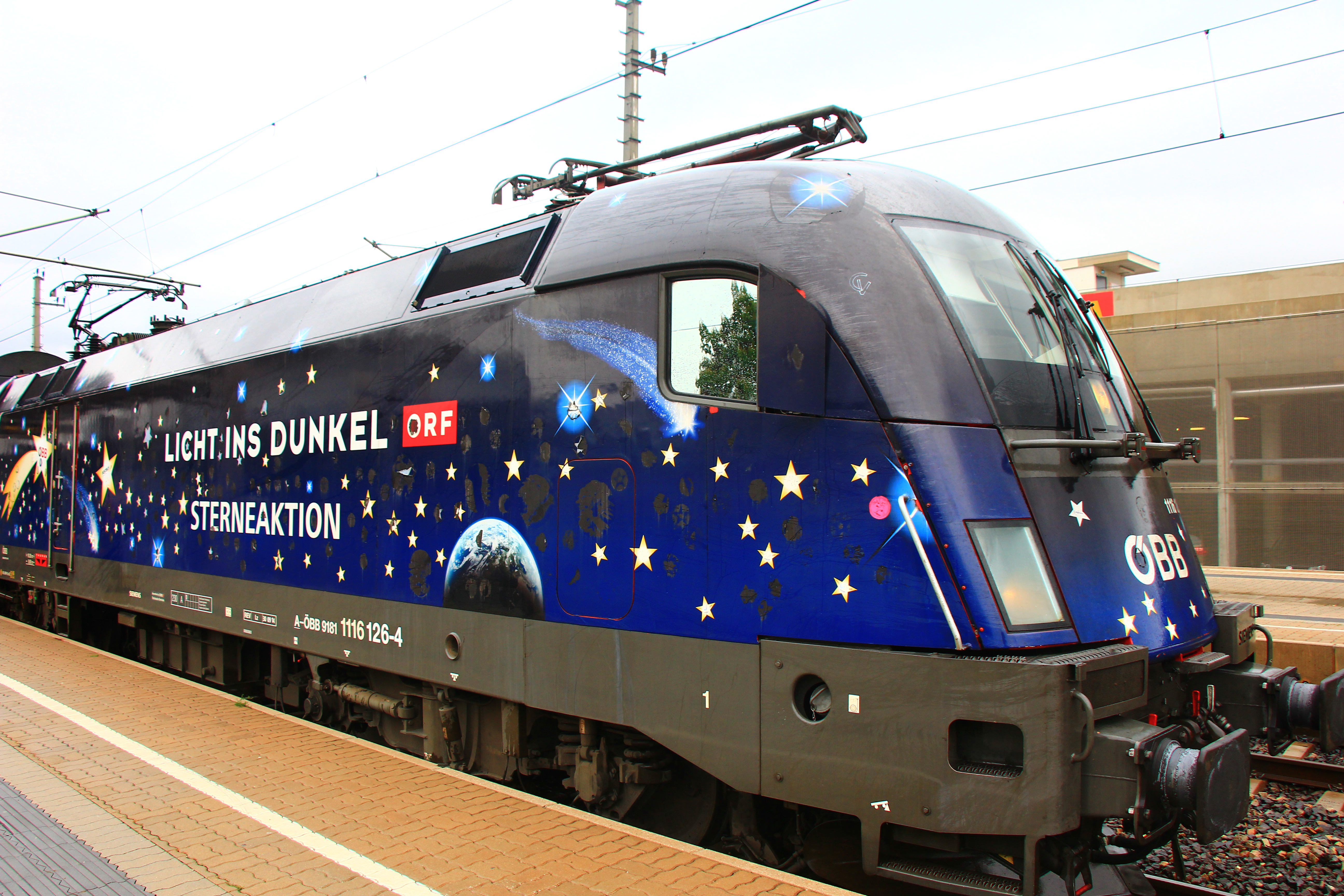
Licht ins Dunkel als Thema einer Sonderlackierung eines ÖBB-Triebfahrzeugs (2015)

Licht ins Dunkel ist eine humanitäre Hilfskampagne in Österreich und ein Verein mit Sitz in Wien.

## Organisation und Geschichte

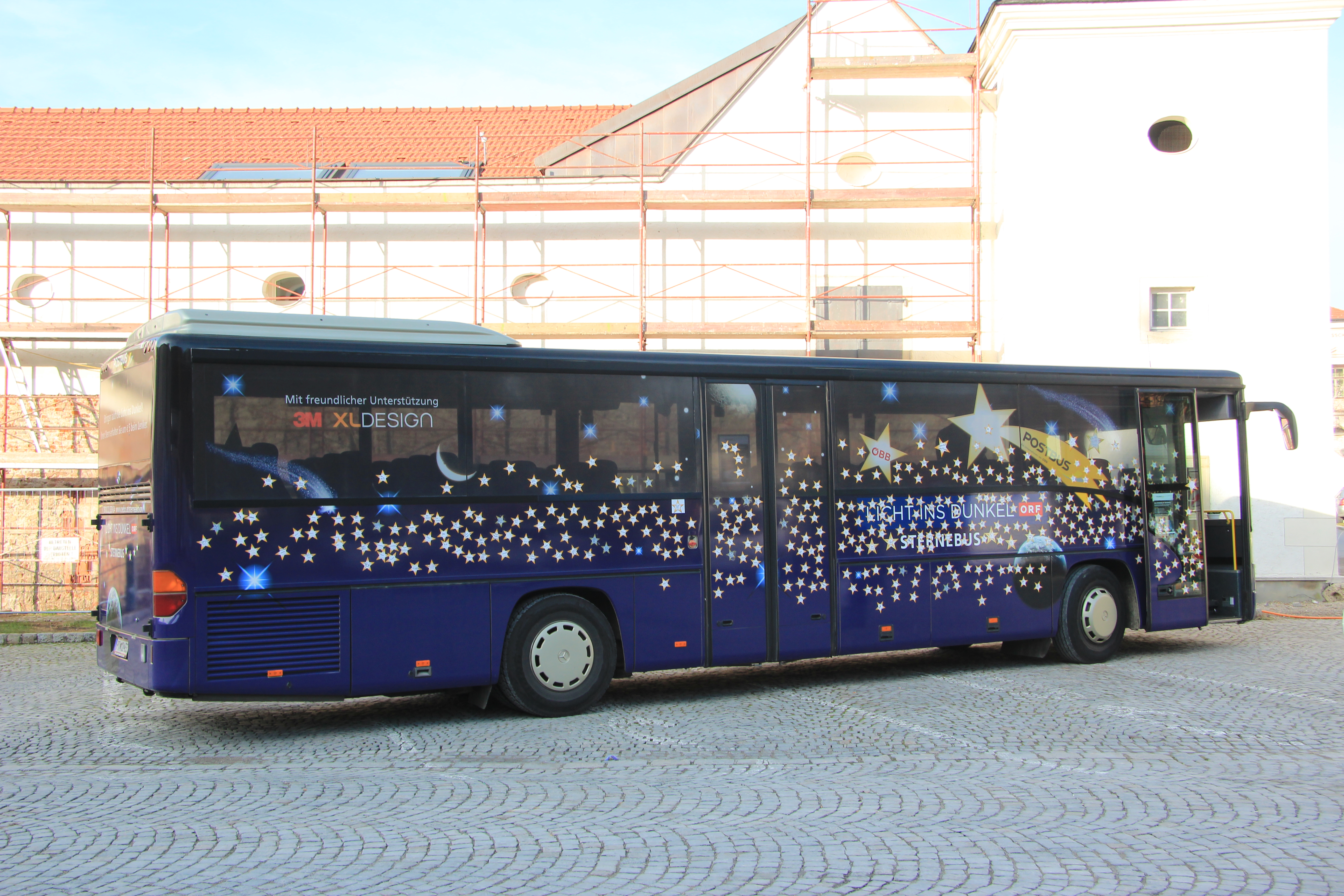
„Sternebus“ in Heiligenkreuz (2014)

Die erste Kampagne wurde 1973 vom damaligen ORF-Landesintendanten von Niederösterreich, Kurt Bergmann, initiiert. Ein Besuch des Behindertendorfes Sollenau hatte ihn dazu inspiriert. Die erste Sendung wurde im Radio gesendet; die Spendenkampagne brachte 34.400,75 Schilling, heute rund 2500 Euro, ein. Ab 2010 leitete die Charityaktion die ehemalige kaufmännische Leiterin des ORF Elisabeth „Sissy“ Mayerhoffer (1955–2018).
Seit 1978 findet die Kampagne im Fernsehen statt. Jeweils am Heiligen Abend präsentiert der ORF eine 14-stündige Fernsehsendung, in der um Spenden für Sozialhilfe- und Behindertenprojekte in Österreich gebeten wird. Die 2,2 Millionen Zuschauer spenden an so einem Abend ca. 5,7 Millionen Euro (2010; 2009: 5,5 Mio. Euro, 2013: 5,5 Mio. Euro); Benefiz-Projekte das ganze Jahr über erbringen weitere 6,5 Millionen Euro.
Seit 1989 besteht der Verein, dem
- die Lebenshilfe Österreich
- Rettet das Kind
- die Gesellschaft Österreichischer Kinderdörfer, GÖK
- die Kinderfreunde Österreich
- die UNICEF

und seit 2001 auch
- Caritas Österreich und
- Diakonie Österreich

angehören.
Seit 1986 ist das Friedenslicht fixer Bestandteil der Aktion.
1993 wurde die Idee vom Bayerischen Fernsehen aufgegriffen und als Sternstunden realisiert.
In den Jahren 1997, 2003 und 2022 wurde anlässlich des 25-jährigen, 30-jährigen und 50-jährigen Bestandes der Aktion eine Sonderpostmarke von der österreichischen Post aufgelegt.
Präsident war 15 Jahre bis ca. 2010 der Politiker Erik Hanke und dann bis 2023 der Politiker Kurt Nekula. Im April 2023 wurde Ines Stilling zu seiner Nachfolgerin gewählt.
Am 1. September 2022 übernahm Mario Thaler die Geschäftsführung des Vereins Licht ins Dunkel.
Anlässlich des 50-jährigen Bestehens von Licht ins Dunkel wurde am 27. November 2022 das Ereignis in einem Festakt in der Wiener Staatsoper feierlich gewürdigt.

## Kritik
Die Spendenkampagne wird unter anderem auch von Menschen mit Behinderungen kritisiert. Sie fahre auf der Mitleidsschiene, und Menschen mit Behinderungen würden nicht als vollwertige Mitglieder der Gesellschaft, sondern als Personen, die unser Mitleid benötigten, gezeigt. Auch wird kritisiert, dass sich Firmen durch Spenden von ihrer Verantwortung freikaufen würden. BIZEPS-Obmann Martin Ladstätter kritisierte: „Charityformate wie ‚Licht ins Dunkel‘ entwerfen ein völlig falsches, verzerrtes Bild von Menschen mit Behinderungen und machen sie zum bemitleidenswerten Objekt der Fürsorge anderer.“ Auch der Name der Spendenaktion ist immer wieder Gegenstand von Kritik. Eine Namensänderung wird jedoch bis heute von Licht ins Dunkel abgelehnt. Im November 2007 startete der ÖVP-Abgeordnete Franz-Joseph Huainigg eine Kampagne, die er Nicht ins Dunkel nannte. Anlässlich des 50. Jubiläums wurde beanstandet, dass sich das Sendungsformat bis heute nicht ausreichend verändert habe. Besonders der Spendencharakter würde verhindern, dass Menschen mit Behinderungen als Träger von Rechten gesehen würden. Kritisiert wird auch der emotional-religiöse Kontext um Weihnachten, und dass Menschen, um Hilfe zu erhalten, in eine Spendenshow gehen müssten und diese nicht vom Staat erhielten. Auch Barbara Helige, Präsidentin der Liga für Menschenrechte, übt Kritik und stellt fest, dass das von Licht ins Dunkel vermittelte Bild von Menschen mit Behinderungen als Almosenempfänger im Gegensatz zu einem durch Rechtsansprüche genährten Selbstbewusstsein stehe.
2022 kritisiert das Onlinemagazin andererseits in der Dokumentation "Das Spenden-Problem" Licht ins Dunkel. 2023 erhielt es dafür den Concordia-Preis und den Prälat-Leopold-Ungar-JournalistInnenpreis. Nach der Kritik adaptierte der ORF die Sendung. Der Verein BIZEPS fordert weiterhin eine „radikale Neugestaltung“ der Sendung und eine Abschaffung des Spendenkonzepts.